# Gene Gammage
Gene Gammage (Atlanta, 30 januari 1931) is een Amerikaanse jazz-drummer.
Gammage begon zijn professionele loopbaan in 1952. In Los Angeles speelde hij met Teddy Charles (1953), Hampton Hawes (1955), André Previn (1955) en Barney Kessel (1956). Hij werkte rond 1956 bij pianist Oscar Peterson, met wie hij plaatopnames maakte. Ook drumde hij in het trio van Shirley Horn. Verder speelde Gammage mee op albums van Herb Geller, Pat Moran, Jack Sheldon, Johnny Hartman en Bobby Short .

## Discografie (selectie)
met Oscar Peterson:
- Plays My Fair Lady, Verve, 1958

Met Jack Sheldon:
- The Quartet & the Quintet, Pacific Jazz, 1998

met Shirley Horn:
- Live at the Village Vanguard, Can-Am Records, 1961

- Bibliothèque nationale de France: cb14179989k (data)
- International Standard Name Identifier: 0000 0003 7649 3131
- Library of Congress Control Number: no98038931
- MusicBrainz: 46f92da8-bd4b-4b70-a607-f8703ab7e575
- Système universitaire de documentation: 262057565
- Virtual International Authority File: 253012270
- WorldCat: E39PBJd3KFBpYJ3vR3ppCqRxjC